# Équipe du Congo des moins de 17 ans de football
Maillots
L'équipe du Congo des moins de 17 ans est une sélection de joueurs de moins de 17 ans au début des deux années de compétition placée sous la responsabilité de la Fédération du Congo de football.

## Parcours en Coupe d'Afrique des nations des moins de 17 ans
- 1995 : Forfait
- 1997 : Non qualifié
- 1999 : Forfait
- 2001 : Forfait
- 2003 : Non inscrit
- 2005 : Tour préliminaire
- 2007 : Forfait
- 2009 : Non inscrit
- 2011 :  3e
- 2013 : 1er tour
- 2015 : 2e Tours
- 2017 : Disqualifié au 3e Tours
- 2019 : Finaliste régional
- 2023 : Quart de finale
- 2025 : ?

## Parcours en Coupe du monde des moins de 17 ans
| - 1985 : 1er tour - 1987 : Non qualifié - 1989 : Non qualifié - 1991 : 1er tour - 1993 : Non qualifié - 1995 : Non qualifié - 1997 : Non qualifié - 1999 : Non qualifié - 2001 : Non qualifié - 2003 : Non qualifié |  | - 2005 : Non qualifié - 2007 : Non qualifié - 2009 : Non qualifié - 2011 : Huitième de finale - 2013 : Non qualifié - 2015 : Non qualifié - 2017 : Non qualifié - 2019 : Non qualifié - 2023 : Non qualifié |

## Joueurs connus
- Hervé Kakou
- Gaston Kibiti
- Patrick Tchicaya
- Kader Bidimbou